# Pteranisomorpha nigrolineata
Pteranisomorpha nigrolineata är en insektsart som beskrevs av Oliver Zompro 2004. Pteranisomorpha nigrolineata ingår i släktet Pteranisomorpha och familjen Pseudophasmatidae. Inga underarter finns listade i Catalogue of Life.